# أرى ما أريد
أرى ما أريد، مجموعة شعرية من مؤلفات الشاعر العربي الفلسطيني محمود درويش، صدرت في عام 1990، عن دار العودة في بيروت، لبنان.